# 姚湘成
姚湘成（1941年8月—），男，江苏张家港人，中华人民共和国政治人物，曾任青海省人大常委会副主任，第十届全国人大代表、常委会委员。